# Пять долларов с бюстом Свободы в колпаке
5 долларов США с бюстом Свободы в колпаке (англ. Capped Bust Half Eagle) — золотые монеты США номиналом в 5 долларов, которые чеканились с перерывами с 1807 по 1834 годы. За всё время было отчеканено немногим более 2 миллионов 400 тысяч экземпляров. Имеют несколько разновидностей.

## История
Во время президентства Томаса Джефферсона была произведена замена монет старого типа. Гравёром новой серии монет был выбран немецкий иммигрант Джон Райх. Разработанный им дизайн монеты оказался весьма удачным. Слегка изменённое изображение орлана на реверсе монеты использовалось при чеканке вплоть до 1908 года. Моделью для изображения Свободы на аверсе стала любовница гравёра.
Монета чеканилась с 1807 по 1834 годы. За время чеканки неоднократно подвергалась изменениям, которые вносили гравёры Роберт Скот и Уильям Книсс. Самым значительным из них стало уменьшение диаметра с 25 до 23,5 мм в 1829 году.
Все монеты данного типа чеканились на монетном дворе Филадельфии.

## Изображение

### Аверс
На аверсе монеты изображён бюст женщины во фригийском колпаке — символе свободы и революции. На основании колпака располагается надпись «LIBERTY». Под бюстом находится год, а вокруг него полукругом 13 звёзд.

### Реверс
На реверсе монеты находится белоголовый орлан с расправленными крыльями — символ США, — держащий в когтях стрелы и оливковую ветвь. По верхнему краю полукругом расположена надпись «UNITED STATES OF AMERICA». Под этой надписью присутствует девиз «E PLURIBUS UNUM».
Под изображением орлана располагалось обозначение номинала — «5 D.»

## Тираж
Все монеты данного типа чеканились на монетном дворе Филадельфии.
| Год  | Тираж             |
| ---- | ----------------- |
| 1807 | 51 605            |
| 1808 | 55 578            |
| 1809 | 33 875            |
| 1810 | 100 287           |
| 1811 | 99 581            |
| 1812 | 58 087            |
| 1813 | 95 428            |
| 1814 | 15 454            |
| 1815 | 635               |
| 1818 | 48 588            |
| 1819 | 51 723            |
| 1820 | 263 806           |
| 1821 | 34 641            |
| 1822 | 17 796            |
| 1823 | 14 485            |
| 1824 | 17 340            |
| 1825 | 29 060 (около 5)  |
| 1826 | 18 069 (около 5)  |
| 1827 | 24 913 (около 5)  |
| 1828 | 28 029 (около 5)  |
| 1829 | 57 442 (около 5)  |
| 1830 | 126 351 (около 5) |
| 1831 | 140 594 (около 5) |
| 1832 | 157 487 (около 5) |
| 1833 | 193 630 (2)       |
| 1834 | 50 141 (около 5)  |

Суммарный тираж монеты составляет более 2 миллионов 400 тысяч экземпляров.